# ویلینگن
ویلینگن (به آلمانی: Willingen) یک منطقهٔ مسکونی در آلمان است که در والدک-فرانکنبرگ واقع شده‌است.

## نگارخانه

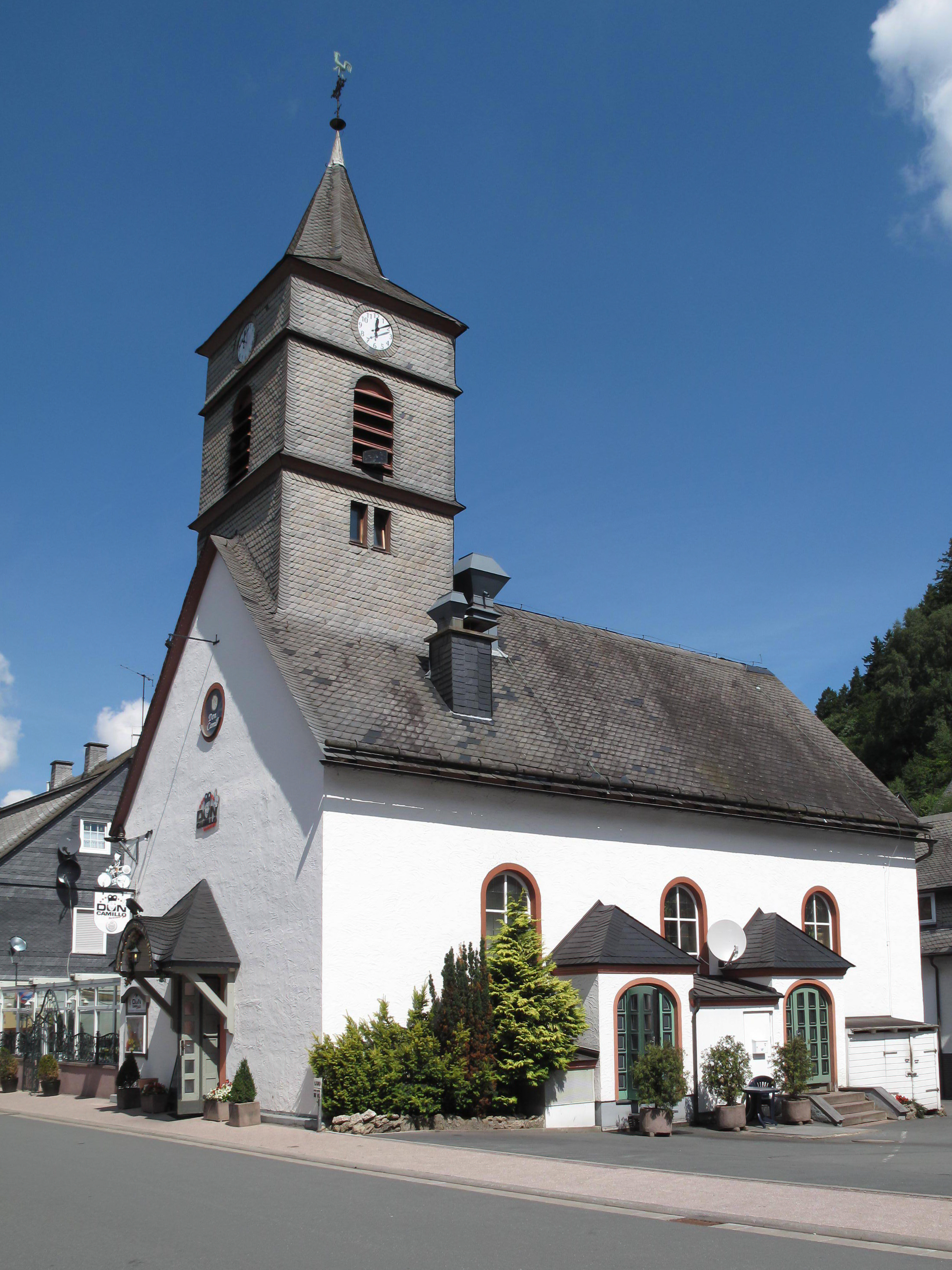
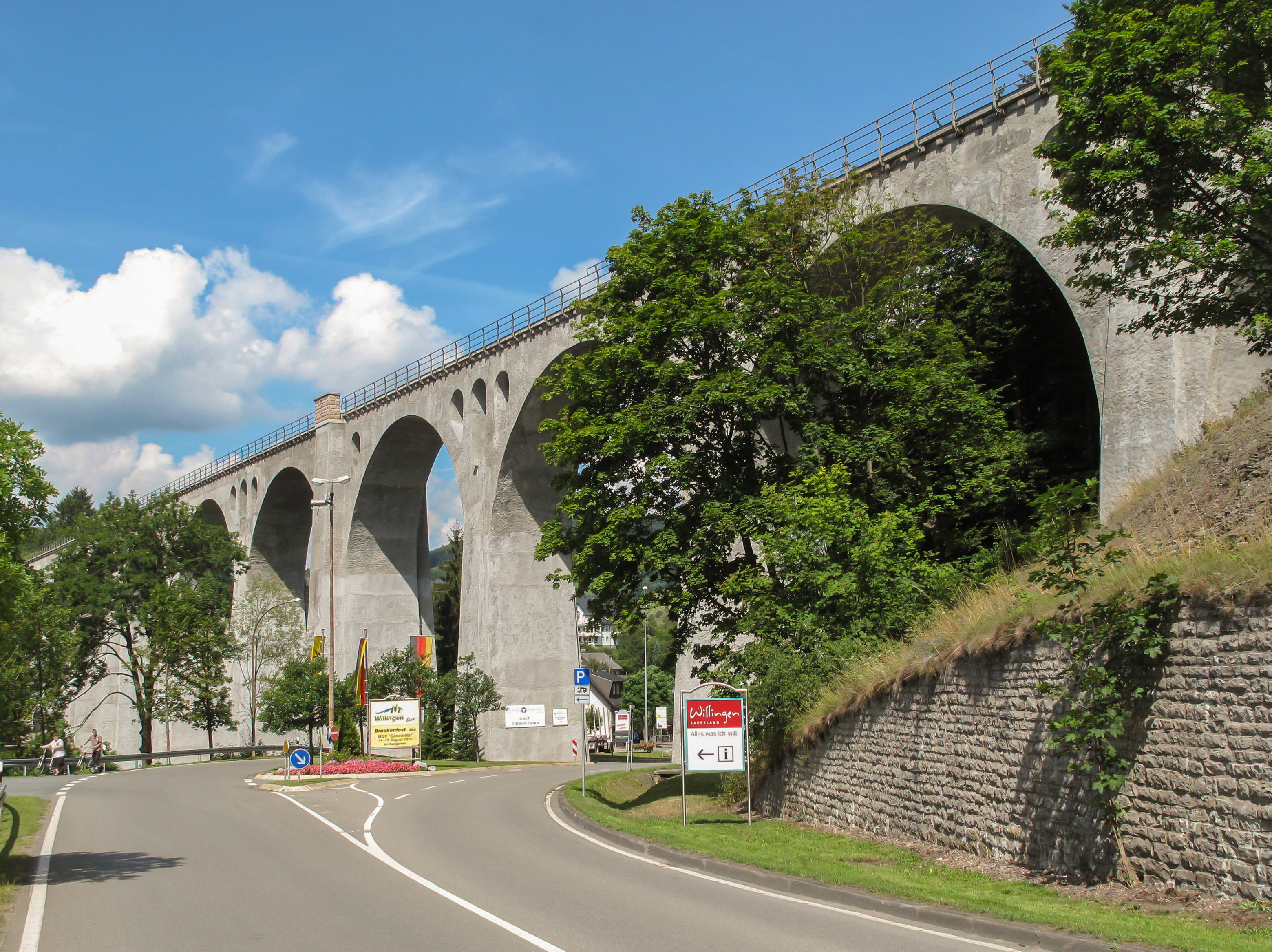
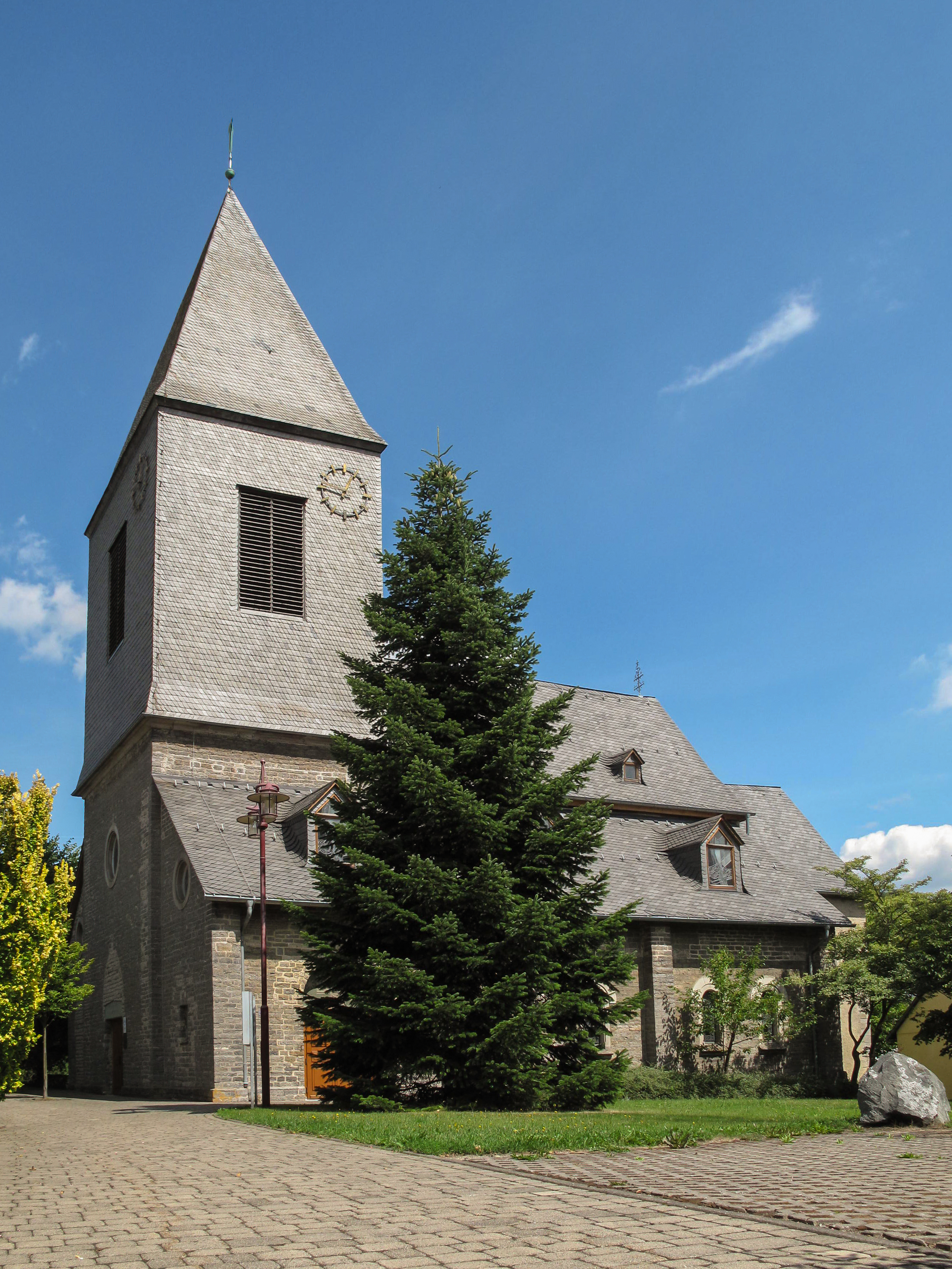
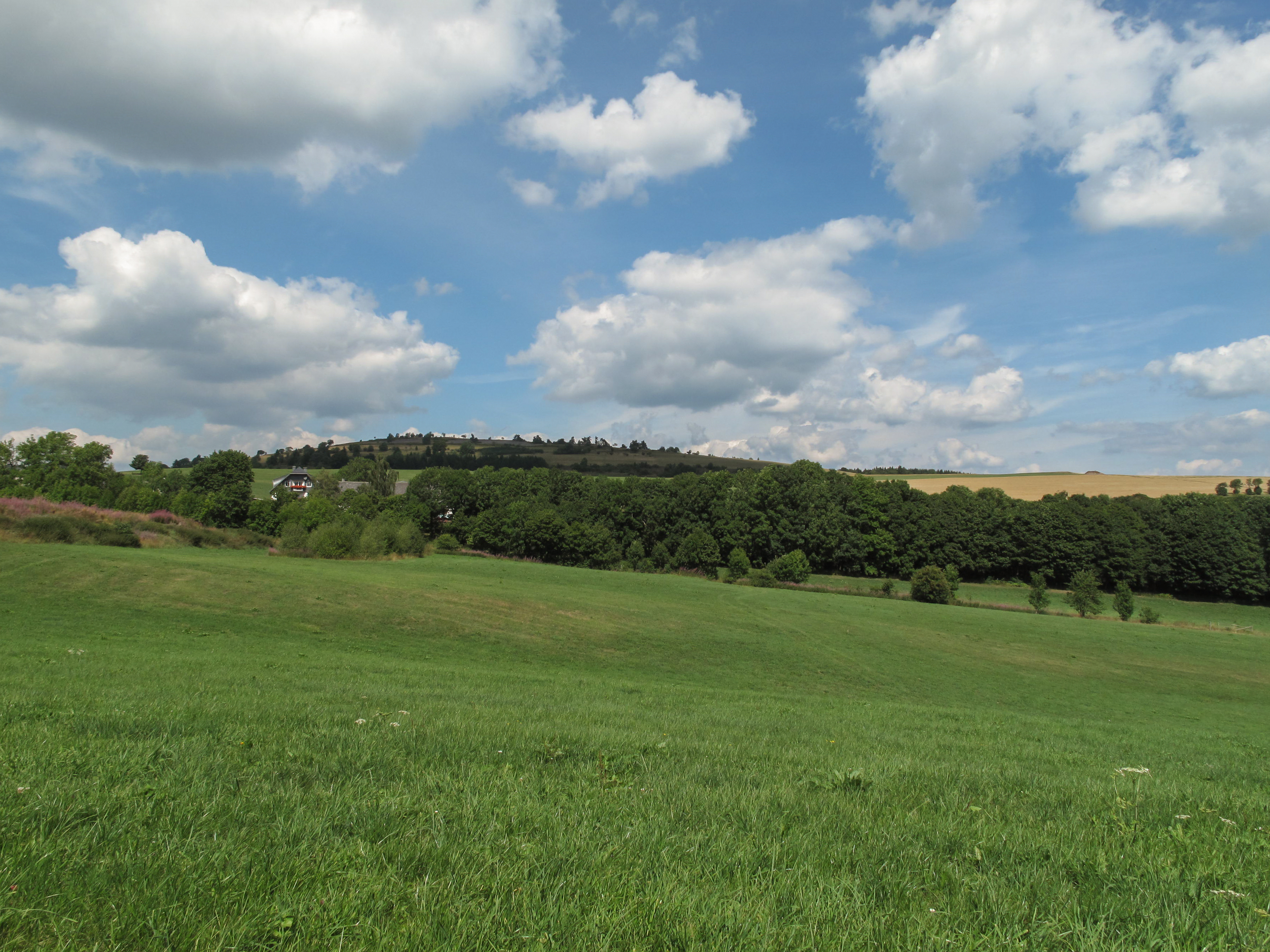